# Los Sims: House Party
Los Sims: House Party —en inglés: The Sims: House Party— es el segundo paquete de expansión del juego de computadora, Los Sims. Fue lanzado el 27 de marzo de 2001 en Estados Unidos. El pack presenta la posibilidad de organizar fiestas y una colección de objetos temáticos para las vacaciones. Party Organization es un minijuego en el que el jugador debe cumplir una serie de condiciones para organizar una fiesta exitosa.
El paquete fue creado para mejorar la IA de los personajes, en particular sus interacciones en grupos grandes. El tema de la fiesta resultó ser el tema más apropiado para este tipo de juego. Para él, los desarrolladores han creado cientos de nuevas animaciones y scripts.
House Party recibió críticas mixtas, por un lado, los críticos notaron que es mejor expansión en comparación con la anterior, y también la elogiaron por una simulación mejorada, por otro lado, comentaron que la expansión aún era demasiado pequeña para considerarse un nuevo pack completo y de paga.

## Jugabilidad
El pack introduce la capacidad de organizar fiestas, para ello el sim debe llamar al teléfono para organizar un evento e invitar a la cantidad deseada de invitados. Junto con el paquete, también se han agregado muchos objetos temáticos para fiestas, que se pueden dividir aproximadamente en tres categorías: country/wild west, luau y disco/rave. La temática del Lejano Oeste incluye elementos como cuernos de toro decorativos y un toro mecánico. El tema luau incluye muebles de mimbre y bambú y trajes de baño especiales. Los sims pueden bailar en un puesto de DJ —el pack añade cinco tipos diferentes de bailes—, sentarse junto al fuego, comer de la mesa bufé y disfrutar de una pipa de agua con burbujas. La expansión también incluye nuevos NPC como un mimo o un hombre sorpresa escondido en un pastel.
El objetivo del jugador es organizar una buena fiesta, para ello necesita entretener a los invitados con la comunicación, el sim será ayudado por objetos especiales diseñados para la fiesta. El sim puede contratar a un camarero para que sirva bebidas a los invitados en el bar y a un especialista en catering que está listo para poner la mesa y limpiar los platos para los invitados. El sim también puede organizar una fiesta de disfraces. Si una fiesta fracasa, entonces puede haber un cameo de Drew Carey. Además también hay otros cameos de Michael Moore, Charo, Tina Yothers, Adrian Zmed, John Ashcroft, Diana Ross, Tori Spelling y Corey Feldman.

## Desarrollo y lanzamiento
Los desarrolladores notaron que el tema del pack se basaba en la idea de crear un juego en torno a la dinámica grupal. Algunos objetos, como una hoguera, permiten que hasta ocho sims interactúen simultáneamente, los desarrolladores han prestado especial atención a los aspectos sociales de varios sims que interactúan entre sí. Al mismo tiempo, los desarrolladores querían preservar el elemento de sorpresa y humor, por lo que los invitados a veces pueden ser molestados por NPC inesperados. Junto con el pack, se agregaron cientos de nuevas animaciones, en particular las de baile. Además, los desarrolladores trabajaron en el problema para que la simulación no tuviera que dedicar demasiado tiempo a comunicarse con invitados individuales. Por ejemplo, muchos objetos permiten que un sim controlado se comunique y entretenga a un grupo grande de sims al mismo tiempo, o que los invitados se diviertan reuniéndose en grupos. La interacción con nuevos objetos también puede dar lugar a resultados inesperados. Los desarrolladores comentaron que desde un punto de vista técnico, el pack no es difícil de hacer, pero es mucho más difícil asegurarse de que los nuevos objetos y animaciones encajen correctamente en la simulación y no causen errores.
En enero de 2001, el juego se anunció por primera vez. La jugabilidad de House Party se demostró en la exposición Е3. Posteriormente, el juego se lanzó en múltiples países.
Tras su lanzamiento, el juego encabezó la lista de los juegos más vendidos para PC en abril y mayo, superando a Black & White.